# Красноармейское (Калининский район)
Красноармейское (нем. Neu-Frank) — село в Калининском районе Саратовской области России, в составе Свердловского муниципального образования. Основано во второй половине XIX века как немецкая колония Ней-Франк.
Население — 281 (2010) человек.

## Физико-географическая характеристика
Село находится в лесостепи, в пределах Окско-Донской равнины, являющейся частью Восточно-Европейской равнины, при овраге Паника (бассейн реки Щелкан), на высоте около 170 метров над уровнем моря. У села имеется пруд. Почвы — чернозёмы обыкновенные.
По автомобильным дорогам расстояние до областного центра города Саратова составляет 160 км, до районного центра города Калининска — 43 км, до административного центра села Свердлово — 15 км.

## История
Основано во второй половине XIX века как дочерний немецкий хутор Ней-Франк (официальное русское название — Паника). Названо по материнской колонии. Административно хутор относился к Колокольцовской волости Аткарского уезда Саратовской губернии.
С 1918 года — в составе Медведицкого района Голо-Карамышского уезда Трудовой коммуны (Области) немцев Поволжья, с 1922 года — Медведицко-Крестово-Буеракского (в 1927 году переименован во Франкский) кантона Республики немцев Поволжья; административный центр Ней-Франкского сельского совета. В голод 1921 года родились 57 человек, умерли — 44. В 1926 году в селе имелись сельсовет, начальная школа, передвижная библиотека. В годы коллективизации организована МТС.
В 1927 году постановлением ВЦИК «Об изменениях в административном делении Автономной С. С. Р. Немцев Поволжья и о присвоении немецким селениям прежних наименований, существовавших до 1914 года» село Паника Франкского кантона переименован в село Ней-Франк. 1 октября того же года село Ней-Франк было выведено из АССР немцев Поволжья, передан в состав Баландинского района. С 1936 года — в составе Ней-Вальтерского района Саратовской области.
28 августа 1941 года был издан Указ Президиума ВС СССР о переселении немцев, проживающих в районах Поволжья. Немецкое население было депортировано.
Село было заселено беженцами из других регионов страны, впоследствии переименовано в село Красноармейское.

## Население
Динамика численности населения по годам:
| 1885 | 1897 | 1905 | 1911 | 1920 | 1922 | 1923 | 1926 | 1987  |
| ---- | ---- | ---- | ---- | ---- | ---- | ---- | ---- | ----- |
| 770  | 773  | 947  | 1075 | 1109 | 1092 | 1124 | 1184 | ≈ 280 |

В 1926 году немцы составляли 99 % населения села.
| 2002 | 2010 |
| ---- | ---- |
| 336  | ↘281 |